# 阿科坦戈火山

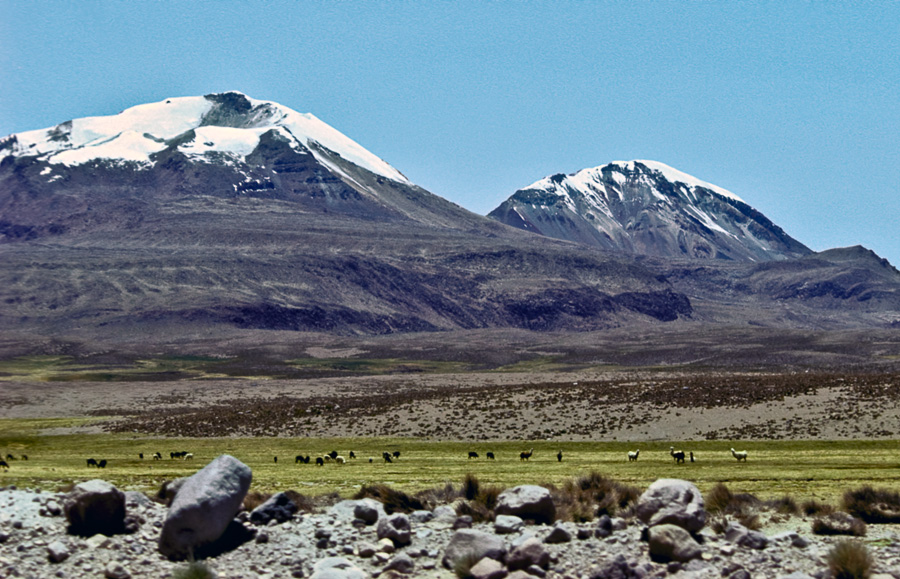

阿科坦戈火山是南美洲的火山，位於玻利維亞和智利接壤的邊境，屬於安第斯山脈的一部分，距離阿里卡160公里，海拔高度6,052米。